# The Lady in Red (chanson de Chris de Burgh)
Singles de Chris de Burgh
Fire on the Water
(1986) Fatal Hesitation
(1986)
The Lady in Red est une chanson du chanteur et auteur-compositeur irlandais Chris de Burgh extraite de son huitième album studio, sorti (au Royaume-Uni) à la fin de mai 1986 et intitulé Into the Light. À la fin de juin 1986, quatre semaines après la sortie de l'album, la chanson a été publiée en single. C'était le deuxième single de cet album (après Fire on the Water).
Au Royaume-Uni, elle débute à la 76e place du hit-parade des singles dans la semaine du 29 juin au 5 juillet 1986, grimpe à la 2e place trois semaines plus tard, à la 1re place la semaine suivante (du 27 juillet au 2 août) et y reste pour deux semaines encore.
La chanson a aussi atteint la 1re place en Norvège et en Flandre (Belgique néerlandophone), la 3e place en Suède, la 4e aux Pays-Bas, la 5e place en Allemagne, la 6e place en Nouvelle-Zélande, la 7e place en Autriche et la 18e place en Suisse.
Aux États-Unis, La chanson a atteint la 3e place du Hot 100 de Billboard (en 1987 dans la semaine du 23 mai).

## Reprises
La chanson a été reprise par Alain Clair en français sous le titre Fille arc-en-ciel (en 1988).